# Синдром щенка-пловца
Синдром пловца у щенка (синдром плавающего щенка) — это редкое состояние, при котором щенок физически не может стоять или ходить, а вместо этого лежит на груди и животе с вытянутыми назад задними лапами и вытянутыми передними лапами в перед и/или в стороны. Единственное движение, на которое способен щенок, — это грести конечностями, как будто он плывет (плавательные движения). Британский бульдог страдает от этого состояния чаще, чем любая другая порода. Считается, что это состояние вызвано врожденными дефектами, наследственностью и/или факторами окружающей среды, которые препятствуют развитию мышц щенка.
В возрасте одной недели жизни щенка, ноги кажутся постоянно расставленными в стороны. В возрасте трех недель у щенка уже нет возможности стоять и ходить, как его однопометники.
Грудь может казаться плоской, а не круглой, что приводит к затрудненному дыханию. Щенки-пловцы часто бывают вялыми.
При своевременном вмешательстве, например физиотерапии, ноги собаки должны выпрямиться.